# Classe Brandenburg (nave da battaglia)
La classe Brandenburg era una serie di quattro navi da battaglia pre-dreadnought che prestarono servizio nella marina imperiale tedesca (in tedesco: Kaiserliche Marine) tra il 1893-1894 e il 1910-1915.

## Costruzione e tecnologia
L'impostazione di questa classe di navi fu uno dei frutti della politica di ammodernamento e rafforzamento della marina tedesca perseguita dall'ammiraglio Alfred von Tirpitz su dettato dell'imperatore Guglielmo II al fine di eguagliare la potenza navale britannica.
La classe Brandenburg era composta da quattro vascelli: la SMS Kurfürst Friedrich Wilhelm venne varata nel 1891 e immediatamente seguita, nello stesso anno, dalla SMS Brandenburg e dalla SMS Weißenburg, e, infine nel 1892, dalla SMS Wörth. Tutte le navi entrarono in servizio fra la fine del 1893 e la primavera del 1894.
Inizialmente classificate come Panzerschiff, furono, di fatto, le prime corazzate oceaniche della Kaiserliche Marine e vennero riclassificate come Linienschiff nel 1899. Le navi sono considerata pre-dreadnought pur essendo la batteria principale formata da cannoni dello stesso calibro, per la propulsione non a turbina, che contraddistinse le moderne navi da battaglia, ma ad espansione.
Le navi di classe Brandenburg avevano un dislocamento di circa 10.500 tonnellate e una velocità massima di 16,5 nodi. Ospitavano un equipaggio di 570-590 uomini, tra marinai e ufficiali.
La SMS Kurfürst Friedrich Wilhelm e la SMS Weißenburg rimasero in servizio fino al 1910 quando vennero vendute all'Impero ottomano partecipando alla battaglia di Elli del 1912. La SMS Brandenburg e la SMS Wörth vennero disarmate nel 1915 e smantellate definitivamente nel 1919-1920.

## Armamento
Benché contemporanee alle Royal Sovereign inglesi, le corazzate tedesche ne differivano come armamento disponendo di 6 cannoni da 280 mm 28 cm MRK L/40 e 28 cm MRK L/35, posizionati, a coppie, in tre torri a prua, poppa e mezzanave.

La presenza di cannoni a canna più corta aveva reso possibile installare, infatti, anche una torre a mezzanave, fornendo una potenza di fuoco totale superiore alle corazzate contemporanee e anticipando il concetto di corazzata monocalibro anche se la protezione risultava insufficiente.
Completavano l'armamento: 6 o 8 cannoni da 105 mm 10,5 cm SK L/35, 8 cannoni da 80 mm 8,8 cm SK L/30 e sei tubi lanciasiluri.